# Manfred Börm

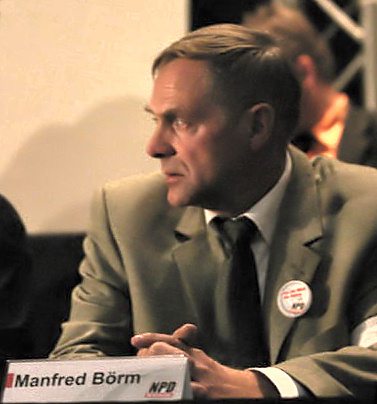
Manfred Börm beim NPD-Bundesparteitag 2006

Manfred Börm (* 1950 in Süderzollhaus, Janneby) ist ein deutscher Bauunternehmer und Kommunalpolitiker aus Handorf bei Lüneburg und Mitglied der Partei Die Heimat (vormals NPD) und war viele Jahre Leiter des Referates Ordnungsdienst. Er gilt als die zentrale Figur der rechten Szene im Raum Lüneburg.

## Parteikarriere
Börm wurde bereits in den frühen 1970er Jahren in der rechtsextremen Szene aktiv und beteiligte sich an Aktionen der rechtsterroristischen Untergrundorganisation „Wehrsportgruppe Werwolf“. Als „Gauleiter“ in Niedersachsen führte er die Wiking-Jugend bis zu ihrem Verbot 1994 mit an. Zu dieser Zeit verband ihn eine enge Freundschaft mit dem selbsternannten „Führer der Bewegung“ Michael Kühnen.
Ab dem Jahr 1998 trat Börm für die NPD öffentlich in Erscheinung und wurde schnell zu einer Schlüsselfigur. Seine politische Karriere führte ihn sowohl auf Landes- als auch auf Bundesebene, wo er bis 2011 Mitglied im Bundesvorstand war. Sein Engagement für die Partei setzte sich auf Landesebene fort, wo er bis zum aktuellen Zeitpunkt aktiv ist.
Bis ins Jahr 2011 leitete er den NPD-eigenen „Ordnungsdienst“ (OD).
Im Jahr 2021 wurde Börm mit einem Wahlergebnis von 7,3 Prozent erneut in den Gemeinderat von Handorf gewählt, wo er ebenfalls als Mitglied im Bausschuss tätig ist.

## Organisator und Leiter von rechtsextremen Aufmärschen
Mehrfach trat das Lüneburger NPD-Mitglied und Funktionär im Landesvorstand der niedersächsischen NPD Manfred Börm als Hauptorganisator und Versammlungsleiter von rechtsextremen Veranstaltungen und Aufmärschen auf, so z. B. vier Mal zwischen Juni 1998 und November 2003 in Lüneburg.
Mehrere Jahre leitete Börm den Ordnungsdienst der NPD, der bundesweit NPD-Parteiveranstaltungen und Kundgebungen absichern soll. Dabei kam es auch zu Auseinandersetzungen mit Gegendemonstranten und Journalisten, die auch zu strafrechtlichen Ermittlungen führten. 2002 leitete er erstmals den Ordnerdienst bei dem Rudolf-Heß-Gedenkmarsch im bayerischen Wunsiedel, 2004 beim „Pressefest der Deutschen Stimme“ im ostsächsischen Mücka und 2005 beim rechtsextremen „Gedenken“ an die Opfer der Luftangriffe auf Dresden.

## Ermittlungsverfahren und Verurteilungen
Ende der 1970er Jahre war Börm an einem Überfall auf ein Biwak niederländischer NATO-Truppen in Bergen-Hohne beteiligt und wurde dafür 1979 im „Bückeburger Prozess“ zu sieben Jahren Haft verurteilt. Die Beteiligung an einer neonazistischen terroristischen Vereinigung konnte ihm nicht nachgewiesen werden; an mehreren anderen Überfällen, die die Vereinigung verübte (unter anderem auf eine Bank und ein Waffendepot), war Börm nicht aktiv beteiligt.
Bei einer Wahlkampfveranstaltung am 4. Dezember 2004 in Steinburg bei Itzehoe (Schleswig-Holstein) griffen leitende NPD-Funktionäre Gegendemonstranten an, bewarfen sie mit Steinen und verprügelten sie, nachdem diese versuchten, sich gewaltsam Zutritt zum Veranstaltungslokal der NPD zu verschaffen. Auf den Fernsehaufnahmen des Politmagazins Panorama sind beispielsweise Manfred Börm und Ingo Stawitz, der Kandidat der NPD für die Landtagswahlen in Schleswig-Holstein, beim Steinewerfen und der NPD-Landesvorsitzende in Mecklenburg-Vorpommern Stefan Köster zu sehen, wie er auf eine am Boden liegende Frau eintritt. Die Staatsanwaltschaft in Itzehoe nahm Ermittlungen gegen sechs NPD-Funktionäre, darunter Köster, Börm und Stawitz, sowie mehrere Unbekannte wegen schwerer Körperverletzung auf.